# 美尾䲗属
美尾䲗属（学名：Calliurichthys）是䲗科的一属。
2002年，德国学者罗纳德·弗里克将本属视为䲗属（Callionymus）的一个亚属。

## 下属物种
本属包括以下物种：
- 伊津美尾䲗 Calliurichthys izuensis Fricke & Zaiser Brownell, 1993
- Calliurichthys lineathorax Fowler, 1943